# Kościół św. Józefa Robotnika w Ponikwie
Kościół św. Józefa Robotnika w Ponikwie – zabytkowy kościół we wsi Ponikwa (województwo dolnośląskie).
Kościół filialny parafii w Długopolu Dolnym z XVIII w., przebudowany w XIX w.
Wpisany do wojewódzkiego rejestru zabytków jako: kościół fil. pw. św. Józefa, XVIII, XIX, nr rej.: 460/952/WŁ z 20.09.1983.